# بچه آریزونا (فیلم ۱۹۳۰)
بچه آریزونا (انگلیسی: The Arizona Kid) فیلمی در ژانر وسترن به کارگردانی آلفرد سانتل است که در سال ۱۹۳۰ منتشر شد.

## بازیگران
- کارول لمبارد
- هانک مان
- هوراس بی. کارپنتر
- مونا ماریس
- تئودور فون التز
- والتر پی. لوئیس
- وارنر بکستر
- ویلفرد لوکاس
- آرتور استون
- فرانک رایس